# Unione Sportiva Lecce 1968-1969
Questa voce raccoglie le informazioni riguardanti l'Unione Sportiva Lecce nelle competizioni ufficiali della stagione 1968-1969.

## Divise
| Casa | Alternativa |

## Rosa
| N. |                   | Ruolo | Calciatore         |
| -- | ----------------- | ----- | ------------------ |
|    | Italia (bandiera) | P     | Ezio Candido       |
|    | Italia (bandiera) | P     | Ferdinando Natale  |
|    | Italia (bandiera) | D     | Dante Croce        |
|    | Italia (bandiera) | D     | Aldo Lucci         |
|    | Italia (bandiera) | D     | Rocco Melideo      |
|    | Italia (bandiera) | D     | Salvatore Di Somma |
|    | Italia (bandiera) | D     | Franco Pavoni      |
|    | Italia (bandiera) | D     | Vittorio Guzzo     |
|    | Italia (bandiera) | C     | Luigi Cappanera    |
|    | Italia (bandiera) | C     | Giuseppe Materazzi |

| N. |                    | Ruolo | Calciatore           |
| -- | ------------------ | ----- | -------------------- |
|    | Italia (bandiera)  | C     | Giuseppe Carrassi    |
|    | Italia (bandiera)  | C     | Angelo Cesana        |
|    | Italia (bandiera)  | C     | Giuseppe Cartisano   |
|    | Brasile (bandiera) | C     | Francisco De Mecenas |
|    | Italia (bandiera)  | C     | Gianfranco Comola    |
|    | Italia (bandiera)  | C     | Ulderico Sacchella   |
|    | Italia (bandiera)  | A     | Angelo Brunello      |
|    | Italia (bandiera)  | A     | Rino Mellina         |
|    | Italia (bandiera)  | A     | Angelo Mammì         |
|    | Italia (bandiera)  | A     | Pier Luigi Galli     |

## Fonte
- WLecce.it.